# Zeche Schlägel & Eisen
Die Zeche Schlägel & Eisen ist neben der Zeche Ewald eines von zwei stillgelegten Bergwerken in Herten, in denen Steinkohle abgebaut und aufbereitet wurde.

## Geografische Lage
Die Berechtsame der Zeche liegt größtenteils im nördlichen Stadtgebiet von Herten im Bereich der Stadtteile Disteln, Langenbochum und Scherlebeck. Im südöstlichen und östlichen Teil dehnt sie sich in Stuckenbusch und Hochlar bis auf das heutige Stadtgebiet von Recklinghausen aus. Zudem erstreckt sich der nördliche Teil im Bereich von Drewer bis auf das Stadtgebiet von Marl. An der westlichen Markscheide wird der Hertener Stadtteil Westerholt berührt, ebenso wie die ehemalige Bauerschaft Ebbelich.

## Grubenfeld
Die ursprüngliche Berechtsame ging aus der Verleihung vom 18. August 1873 hervor und bestand aus den Einzelfeldern Schlägel & Eisen, Schlägel & Eisen XI-XIII, Königin Luise und Adolf Dach. Die Konsolidation aller Felder zum Grubenfeld Schlägel & Eisen erfolgte am 12. November des gleichen Jahres. Am 20. Oktober 1876 wurde das Feld Kaiser Wilhelm III erworben und angegliedert. Eine Erweiterung erfuhr die Berechtsame, als im Jahr 1890 die Felder Konsolidierte Kaiser Wilhelm, Kaiser Wilhelm V, Absplisse der Felder Kaiser Wilhelm I, II und IV, ein mit dem Feld Deutschland ausgetauschter Feldesteil sowie zwei weitere Absplisse angegliedert wurden. Durch den Erwerb der Felder Vereinigte Deutschland, Reichskanzler und Deutscher Kronprinz und nach deren Angliederung im Jahr 1900 erfolgte eine Ausdehnung des Grubenfeldes nach Norden. Ein Feldertausch mit dem preußischen Bergfiskus wurde am 12. Juni 1911 vollzogen.
Das Grubenfeld, dessen Gesamtgröße im Jahr 1965 mit mehr als 29 km² beziffert wurde, war von mehreren anderen Zechen umgeben. An der südlichen Markscheide lag die Zeche Ewald, während die Zeche General Blumenthal östlich lag. Der größte Teil der nördlichen Markscheide wurde mit der Zeche Auguste Victoria geteilt. Im Nordwesten grenzte das Grubenfeld an die Zeche Brassert. Westlich lag die Zeche Westerholt und die Zeche Hugo hatte im äußersten Südwesten des Grubenfeldes ein kleines Stück seiner Markscheide mit Zeche Schlägel & Eisen gemeinsam.

## Unternehmensgeschichte

### Gewerkschaft Schlägel & Eisen: erste Schritte eines neuen Unternehmens
Die sich während der Gründerzeit rasch ausdehnende Exploration auf Steinkohle hatte Anfang der 1870er Jahre auch die heutigen Stadtgebiete von Recklinghausen und Herten erreicht. Zahlreiche Bohrgesellschaften brachten ihre Erkundungsbohrungen nieder, immer in der Hoffnung auf ergiebige Vorkommen, die sich mit Aussicht auf Ausbeute abbauen ließen. Eine erste Bohrung in der Nähe von Schloss Herten wurde am 5. Januar 1873 fündig. Die Bohrgesellschaft Schlägel & Eisen mit Sitz in Essen wurde wenige Tage später in der örtlichen Presse erwähnt, als sie an der Chaussee nach Gelsenkirchen-Buer in 1214 Fuß Teufe ein erstes Kohlenflöz anbohrte. Das Flöz war 5 ½ Fuß mächtig und von guter Kohlenqualität. Andere Bohrgesellschaften waren in den Bereichen von Stuckenbusch, Backum und Curig mit ihren Bohrungen erfolgreich, so dass auf Grund dieser positiven Vorzeichen am 25. August 1873 die Gewerkschaft Schlägel und Eisen bei dessen Gründerversammlung gebildet wurde. Die ersten Gewerken waren Joseph Rive, Generaldirektor aus Borbeck und ab Januar 1874 erster Vorsitzender der Gewerkschaft, und Ernst Nedelmann aus Mülheim a. d. Ruhr. Dem Gremium des Grubenvorstandes gehörten neben Rive noch die Grubendirektoren Dach, Menzel (beide aus Bochum) und August Randebrock (Dortmund) sowie der Kaufmann Gustav Adolph Waldthausen aus Essen an. Die positiven Vorzeichen für die junge Gewerkschaft setzten sich fort, denn im gleichen Jahr konnte durch die Bohrgesellschaft Kaiser Wilhelm in der Bauerschaft Scherlebeck ein Kohlenflöz der Gaskohlenpartie in 1508 Fuß Teufe nachgewiesen werden. In einer Teilnehmerliste zur Versammlung der Gewerken vom 15. Oktober 1875 wurden alleine fünf Mitglieder der Duisburger Unternehmerfamilie Haniel aufgeführt, was ein Indiz dafür sein mag, dass große Erwartungen in die Zukunft des neuen Bergbauunternehmens gesetzt wurden. Allerdings musste in den ersten Jahren Zubuße veranschlagt werden, so wurde z. B. der Verlustbetrag auf der Gewerkenversammlung vom Juli 1883 mit 200.000 Reichsmark angegeben. In die Schlagzeilen geriet die Zeche, als am 22. November 1889 der nördliche Förderkorb von Schacht 1 aus der Spurlattenführung geriet. Für die Förderung bedeutete dieser Umstand einen zeitlich begrenzten Totalausfall. Außerdem wurden 224 Bergleute 30 Stunden lang an der Ausfahrt gehindert. Die örtliche Bevölkerung nahm an diesem Malheur großen Anteil und die Zufahrt zum Zechengelände glich zeitweise einem von Belagerung bedrohten Burgtor.

### Bergwerksgesellschaft Hibernia, bzw. Hibernia AG: die Zeche im Zeichen des irischen Kleeblattes
1898 löste sich die Gewerkschaft Schlägel & Eisen auf und es erfolgte die Übernahme durch die Bergwerksgesellschaft Hibernia (ab 1935 Hibernia AG). Von 1903 an war die Zeche in der Lage, die geförderten Fettkohlen auf der Schachtanlage 3/4 mittels einer neu in Betrieb genommenen Kokerei direkt und vor Ort weiter zu verarbeiten. Mit Hilfe von mittlerweile drei Förderstandorten stieg die Kohlenproduktion bis zum Beginn des Ersten Weltkrieges schnell an. Betrug die Rohkohleförderung im Jahr 1900 noch knapp 700.000 Tonnen, so wurde sie im ersten Kriegsjahr 1913 mit 1.343.222 Tonnen beziffert. Innerhalb von nur 13 Jahren hatte sich die Produktion somit fast verdoppelt. Die Folgen der Kriegsjahre und deren Nachwirkungen ließen die Förderung einbrechen und nur allmählich stiegen die Förderzahlen wieder an. Zu Beginn der sich abzeichnenden Weltwirtschaftskrise wurde mit der Fördereinstellung auf der Schachtanlage 5/6 die Anzahl der Förderstandorte reduziert. Mit dem Umbau der Schachtanlage 3/4 zum zentralen Förderstandort wurde 1937 begonnen und 1941 wurde der Plan mit der Fördereinstellung auf der Schachtanlage 1/2 realisiert. Bereits ab 1940 zeichnete sich ein akuter Mangel von Arbeitskräften ab. Mit dem Einsatz von Frauen und Zwangsarbeitern wurde versucht, diesem Umstand entgegenzuwirken. Östlich der Schachtanlage 3/4 in der Lyckstraße in Langenbochum befand sich eines von insgesamt drei Lagern auf dem heutigen Stadtgebiet von Herten, in denen Zwangsarbeiter untergebracht waren. Deren erzwungene Einsetzung konnte es jedoch nicht verhindern, dass die Förderzahlen kontinuierlich zurückgingen. Die Kokerei wurde 1943 samt Nebenanlagen abmontiert. Allerdings widersprechen sich in diesem Fall die Quellen. Während A. Drissen in seinem Werk diesen Zeitpunkt ausdrücklich bestätigt, gibt J. Huske in seinem Buch das Jahr 1945 für die Betriebseinstellung der Kokerei an. Nach Kriegsende und Beseitigung der Schäden gelang es, eine regelmäßige Förderung zu gewährleisten. Im Zuge der Ausrichtung des nördlichen Grubenfeldes gegen Ende der 1950er Jahre wurde ein zusätzlicher Schacht in Marl-Drewer nahe der nördlichen Markscheide abgeteuft. Mit dessen Inbetriebnahme konnten die im Nordfeld gelagerten Kohlenvorkommen abgebaut werden. Die Förderung wurde in den Folgejahren stetig intensiviert.

### Ruhrkohle AG: vom Ausbau zum Hochleistungsbetrieb bis zur Fördereinstellung

Logo der Ruhrkohle AG

Im Jahr 1969 brachte die Hibernia AG ihren Bergwerksbesitz in die neu gegründete Ruhrkohle AG ein, somit wurde auch Zeche Schlägel & Eisen Teil dieser neuen Bergbaugesellschaft. 1972 wurde über einen Förderberg der Durchschlag mit den Grubenbauen der markscheidenden Zeche Westerholt hergestellt, über den ab dem folgenden Jahr Kohlen zur dortigen Aufbereitung transportiert werden konnten. 1975 wurde eine Gesamtförderung von 2.030.346 Tonnen Kohle erreicht. Dieses Ergebnis war bis dato die höchste Förderleistung in der Geschichte der Zeche Schlägel & Eisen und diese Zahl sollte bis zur Einstellung der Förderung auch nicht wieder erreicht werden. Ab 1986 wurde die gesamte Fördermenge wieder von der zecheneigenen Aufbereitung verarbeitet, so dass die Fremdverarbeitung auf der Zeche Westerholt eingestellt wurde. Der untertägige Transport von Kohlen dorthin wurde daraufhin beendet. Ende der 1980er Jahre begann man mit der Vorbereitung für die Abbaueinstellung im Nordfeld. Am 1. Januar 1990 erfolgte die Zusammenlegung mit der Zeche Ewald zum Verbundbergwerk Ewald/Schlägel & Eisen, während dessen der Abbau im nördlichen Grubenfeld eingestellt wurde. Ende Juni endete dann auch die Kohleförderung auf der Schachtanlage 3/4/7, so dass nachfolgend die abgebauten Kohlen unter Tage zur Zeche Ewald transportiert und dort zu Tage gehoben wurden. Ab dem 1. Juli 1997 waren die Restanlagen Bestandteil des Verbundbergwerkes Ewald/Hugo. Mit dessen Stilllegung am 30. April 2000 endeten auch auf Zeche Schlägel & Eisen alle bergbaulichen Aktivitäten.

## Die Schachtanlagen im Einzelnen

### Schachtanlage 1/2

Postkarte von 1906

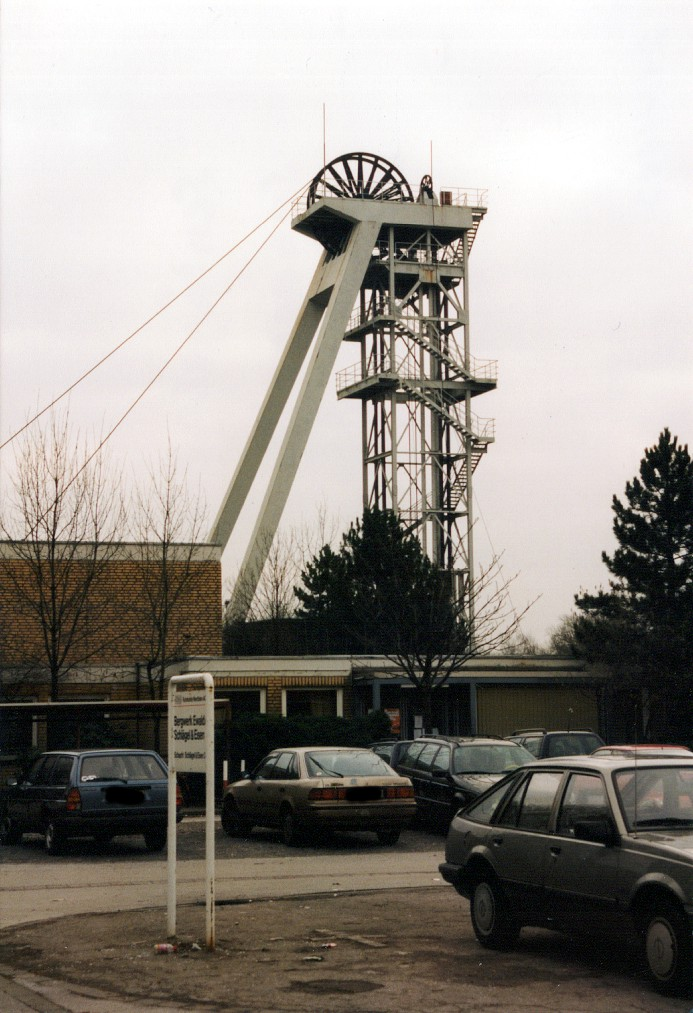
Fördergerüst über Schacht 2 (1997)

Das Areal der ehemaligen Schachtanlage 1/2 liegt im Hertener Stadtteil Disteln nördlich der heutigen Kaiserstraße. Der erste Spatenstich für das Abteufen von Schacht 1 wurde am 1. Juni 1874 angesetzt. In der Folgezeit gingen die Teufarbeiten rasch und ohne große Betriebsstörungen voran, so dass schon im November des gleichen Jahres eine Teufe von 180 Fuß erreicht werden konnte. Etwa ein halbes Jahr später im Mai 1875 war der Schacht bereits mehr als 580 Fuß tief und im November erreichte er in einer Teufe von 342 m die Gesteinsschichten, die im erdgeschichtlichen Zeitalter des Karbon gebildet wurden und somit von Steinkohleflözen begleitet werden. Im Juni 1876 traten die eindringenden Wassermengen, nachdem diese während der gesamten vorangegangenen Teufarbeiten keine große Behinderung darstellten, stetig und in erhöhtem Maße auf. Sie konnten jedoch mit der vorhandenen Pumpentechnik bewältigt werden, so dass keine Teufunterbrechungen vonnöten waren. Etwa 25 m unterhalb der Mergelgrenze erreichte der Schacht das erste Kohlenflöz, das eine Mächtigkeit von 5 Fuß hatte. Die von diesem Zeitpunkt an geförderten Kohlen wurden nachfolgend für den eigenen Gebrauch eingesetzt. 1877 waren die Teufarbeiten soweit fortgeschritten, dass ein zweites Flöz erreicht wurde und dort ein weiterer Betriebspunkt für den Abbau eingerichtet werden konnte. Eine regelmäßige Förderung für den Absatz am Kohlenmarkt konnte somit noch im gleichen Jahr sichergestellt werden. Die Bewetterung der neu geschaffenen Grubenbaue wurde mit dem weiteren Vordringen in das Steinkohlengebirge immer schwieriger, denn der Schacht hatte 1882 eine Teufe von 600 m erreicht. Um die steigende Gefahr von Schlagwetterexplosionen zu mindern, wurde am 1. März 1890 mit den Teufarbeiten für Schacht 2, dessen Ansatzpunkt östlich neben dem von Schacht 1 lag, begonnen. Er ging 1890 als Wetterschacht in Betrieb, nachdem er die 3. Sohle erreicht hatte. Am 1. April 1940 stellte die Schachtanlage 1/2 die Kohleförderung ein, nachdem in Langenbochum die Schachtanlage 3/4/7 ihren Betrieb als zentraler Förderstandort aufgenommen hatte. 1971 wurde Schacht 1 aufgegeben und nachfolgend verfüllt, während Schacht 2 weiterhin offen blieb. 1998 erfolgte dann auch dessen Stilllegung, so dass nachfolgend die Schachtverwahrung durch Verfüllung der Schachtsäule durchgeführt werden konnte.
Geo-Koordinaten der Schachtansatzpunkte:
- Schacht 1: 51° 36′ 9,5″ N, 7° 9′ 22,6″ O
- Schacht 2: 51° 36′ 10″ N, 7° 9′ 20″ O

### Schachtanlage 3/4/7
Die Teufarbeiten für Schacht 3 begannen am 1. Juli 1895. Der Schachtansatzpunkt lag im südwestlichen Teil der Berechtsame nördlich der heutigen Westerholter Straße im Hertener Stadtteil Langenbochum. Joachim Huske berichtet in seinem Werk, dass das Steinkohlengebirge 1896 in einer Teufe von 388 m erreicht wurde, während die Angaben bei A. Drissen leicht abweichen. Die Kohleförderung konnte 1897 aufgenommen werden, womit im Folgejahr zwei fördernde Schachtanlagen in die Bergwerksgesellschaft Hibernia eingebracht werden konnten. Die 2. Sohle war im Vorfeld von der Schachtanlage 1/2 aus aufgefahren worden und als Schacht 3 diese im selben Jahr noch erreichte, konnte so ein Durchschlag zwischen beiden Schachtanlagen hergestellt werden. Der erste Spatenstich für die Teufarbeiten für Schacht 4, dessen Ansatzpunkt unweit westlich neben Schacht 3 lag, wurde am 6. November 1900 angesetzt. Dieser Schacht ging zwei Jahre später als Wetterschacht ab der 2. Sohle in Betrieb. Eine Kokerei samt Nebengewinnungsanlagen konnte 1903 ihren Betrieb aufnehmen. Nachdem die Schachtanlage in den folgenden Jahren stetig erweitert wurde, erhielt sie 1908 einen Bahnanschluss an den Bahnhof von Westerholt. Mit dem Teufbeginn von Schacht 7, der nordöstlich der Schächte 3 und 4 lag, wurde am 1. September 1937 begonnen. Zeitgleich mit den Teufarbeiten wurden die Tagesanlagen durch das Büro der Architekten Fritz Schupp und Martin Kremmer umgebaut und teilweise erweitert, so unter anderem das Maschinenhaus, die Sieberei und die Schachthalle, das Kesselhaus, die Kohlenwäsche und die Gebäude für die Verwaltung und die Waschkaue. Die Kohleförderung über Schacht 7 als Hauptförderschacht des gesamten Bergwerkes begann Anfang 1941. 1981 wurde Schacht 4 verfüllt und das alte Fördergerüst abgebrochen. Er wurde mit größerem Querschnitt neu abgeteuft und erhielt ein neues Fördergerüst. 1986 ging der Schacht wieder in Betrieb. Nach der Einstellung der Förderung im Jahre 1990 erfolgte im Jahr darauf ein Teilabriss der Schachtanlage, während Schacht 3 verfüllt wurde. 1997 wurde Schacht 7 durch Zusammenlegung der beiden Bergwerke Ewald/Schlägel & Eisen und Hugo/Consolidation in das neu entstandene Verbundbergwerk Ewald/Hugo eingegliedert, während Schacht 4 im Vorfeld schon aufgegeben worden war. Die Verfüllung von Schacht 7 erfolgte nach Stilllegung von Ewald/Hugo im Jahr 2000. Von 1990 an bis zum Jahr 2008 war die Schachtanlage Sitz der Servicesparte „Technik und Logistikdienst“ der RAG bzw. DSK. Weitere Räumlichkeiten wurden 1999 von einer Sparte des Siemens-Konzernes angemietet, die bis 2007 auf der Schachtanlage ansässig war. Während der Sanierung des Hertener Rathauses dienten die ehemaligen Bürogebäude der Schachtanlage den ausgelagerten Ämtern als Ausweichquartier.
Geo-Koordinaten der Schachtansatzpunkte:
- Schacht 3: 51° 36′ 29,6″ N, 7° 7′ 3,9″ O
- Schacht 4: 51° 36′ 29,4″ N, 7° 7′ 1,8″ O
- Schacht 7: 51° 36′ 33,4″ N, 7° 7′ 7,2″ O

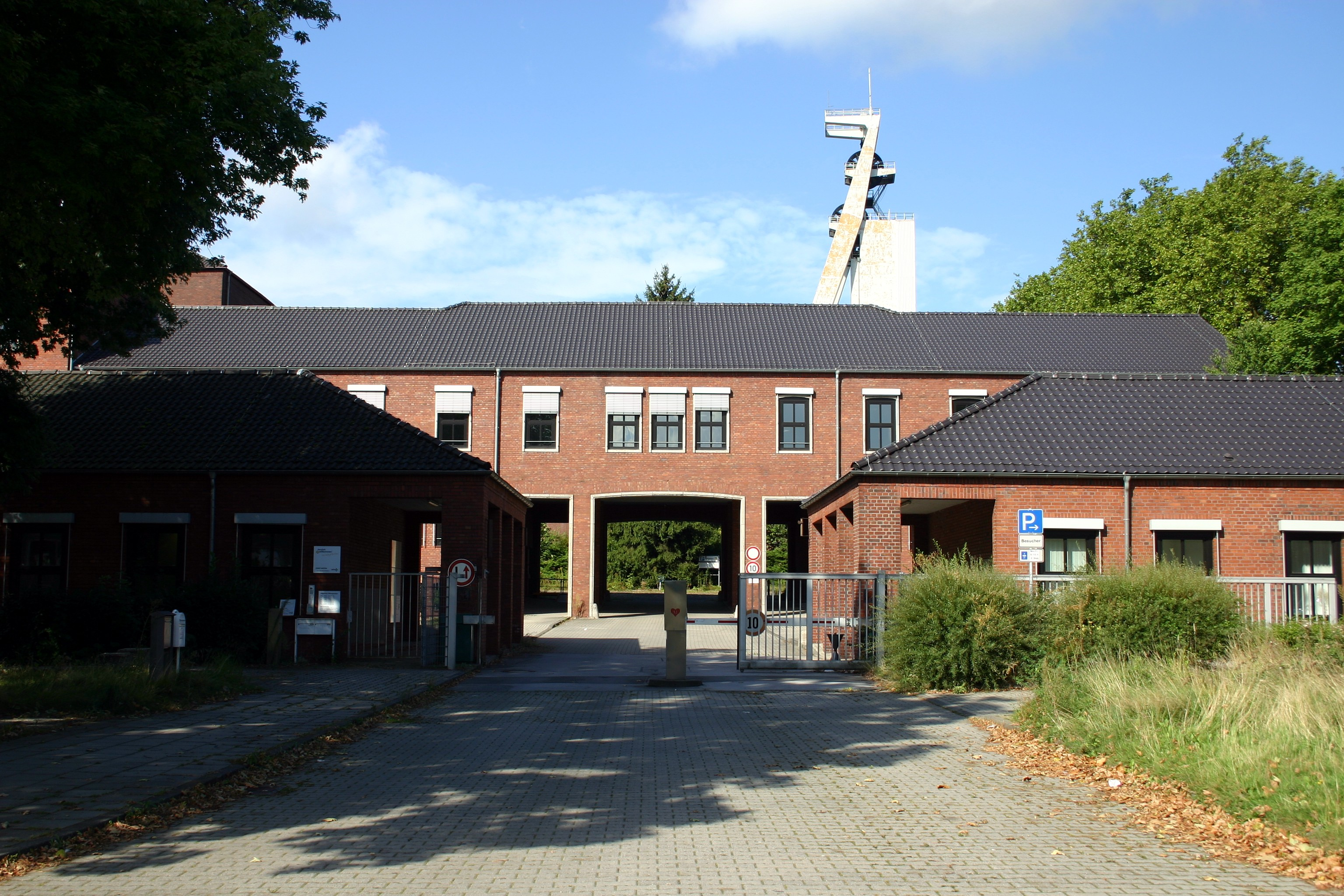
Haupteingang (2012)
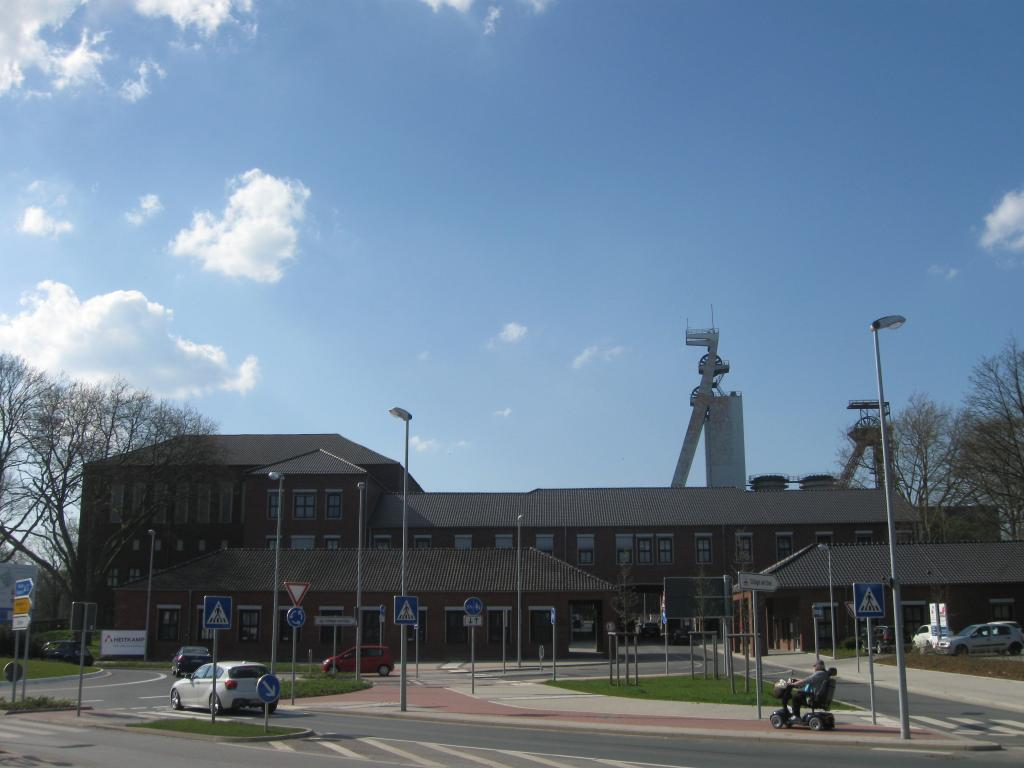
Haupteingang mit neuem Verkehrsverteiler (2015)
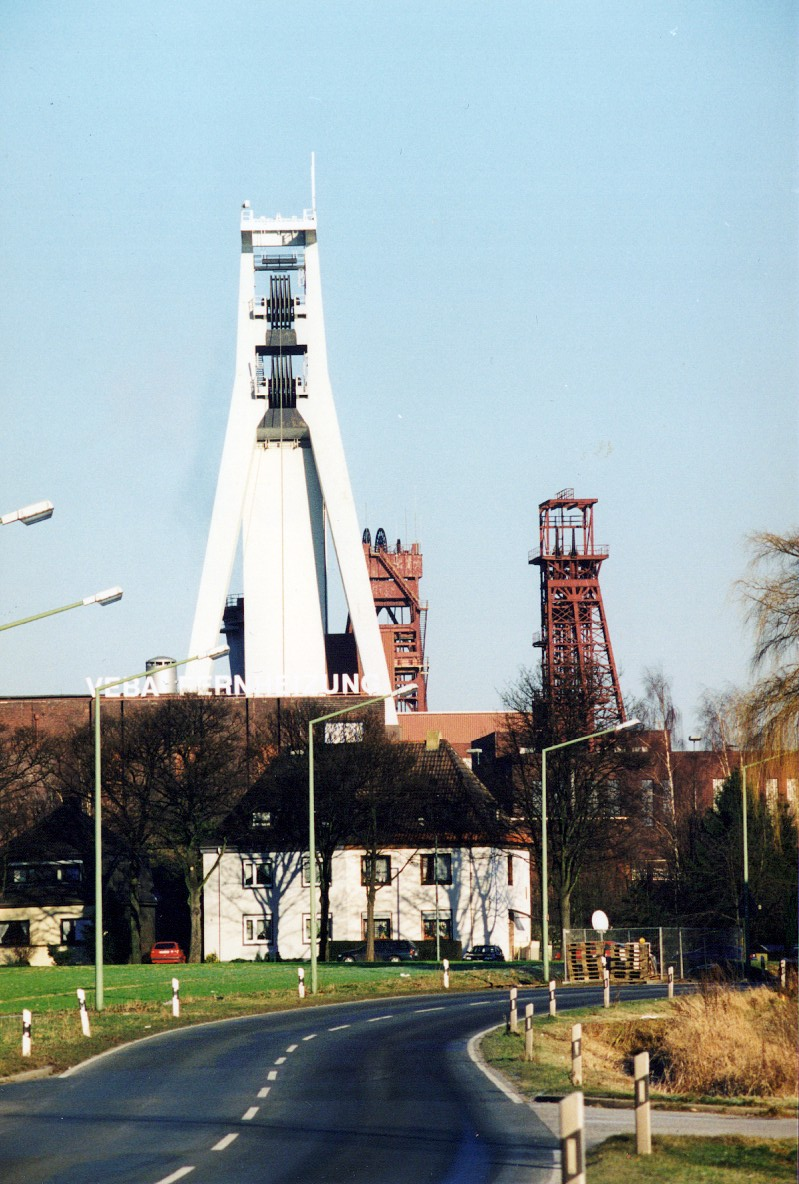
Drei Generationen von Fördergerüsten (2001)
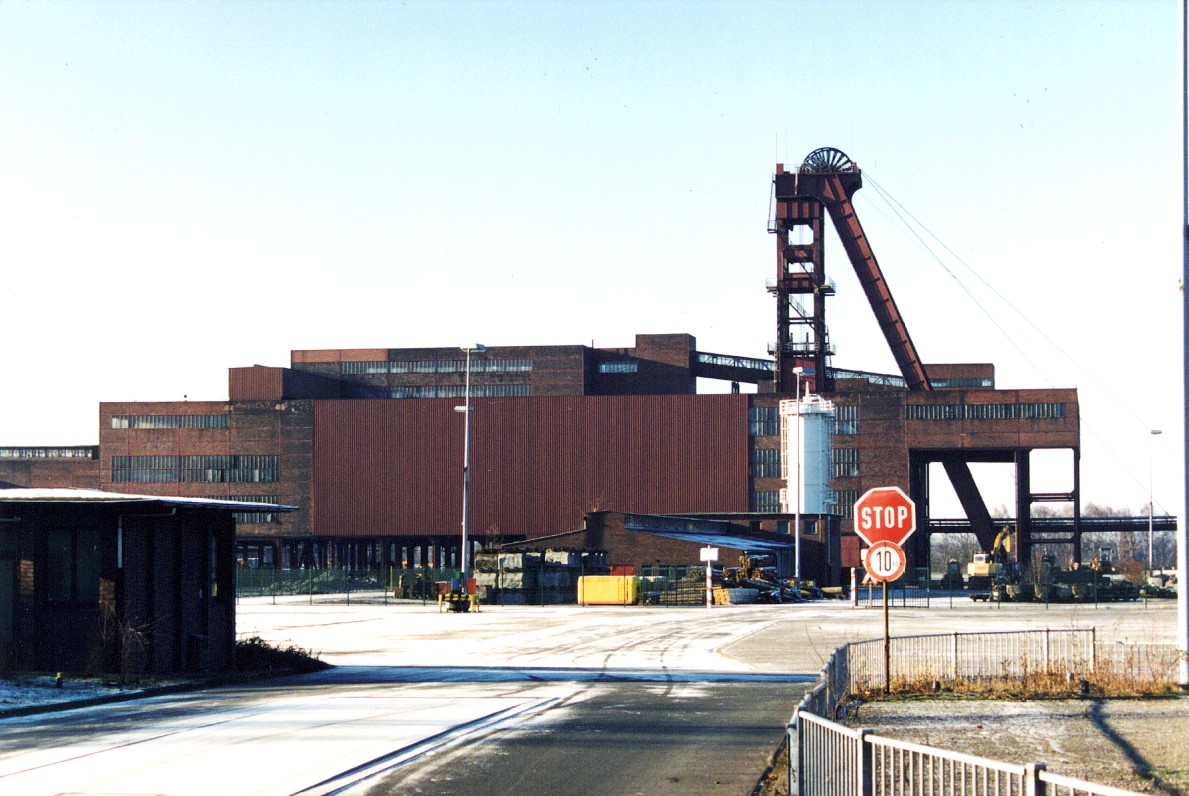
Schacht 7 mit Aufbereitung (2001)
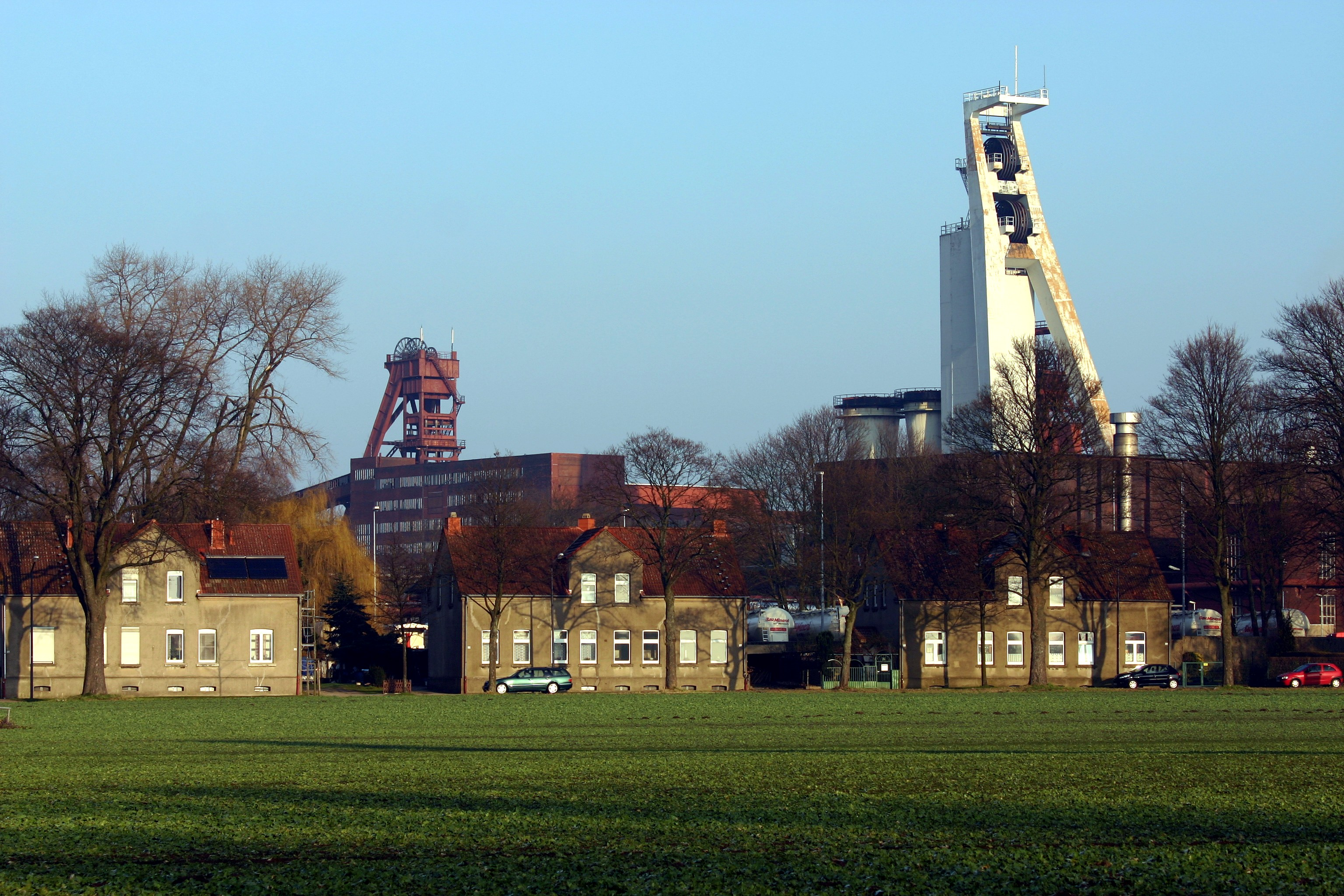
Schachtanlage von Westen aus gesehen (2011)
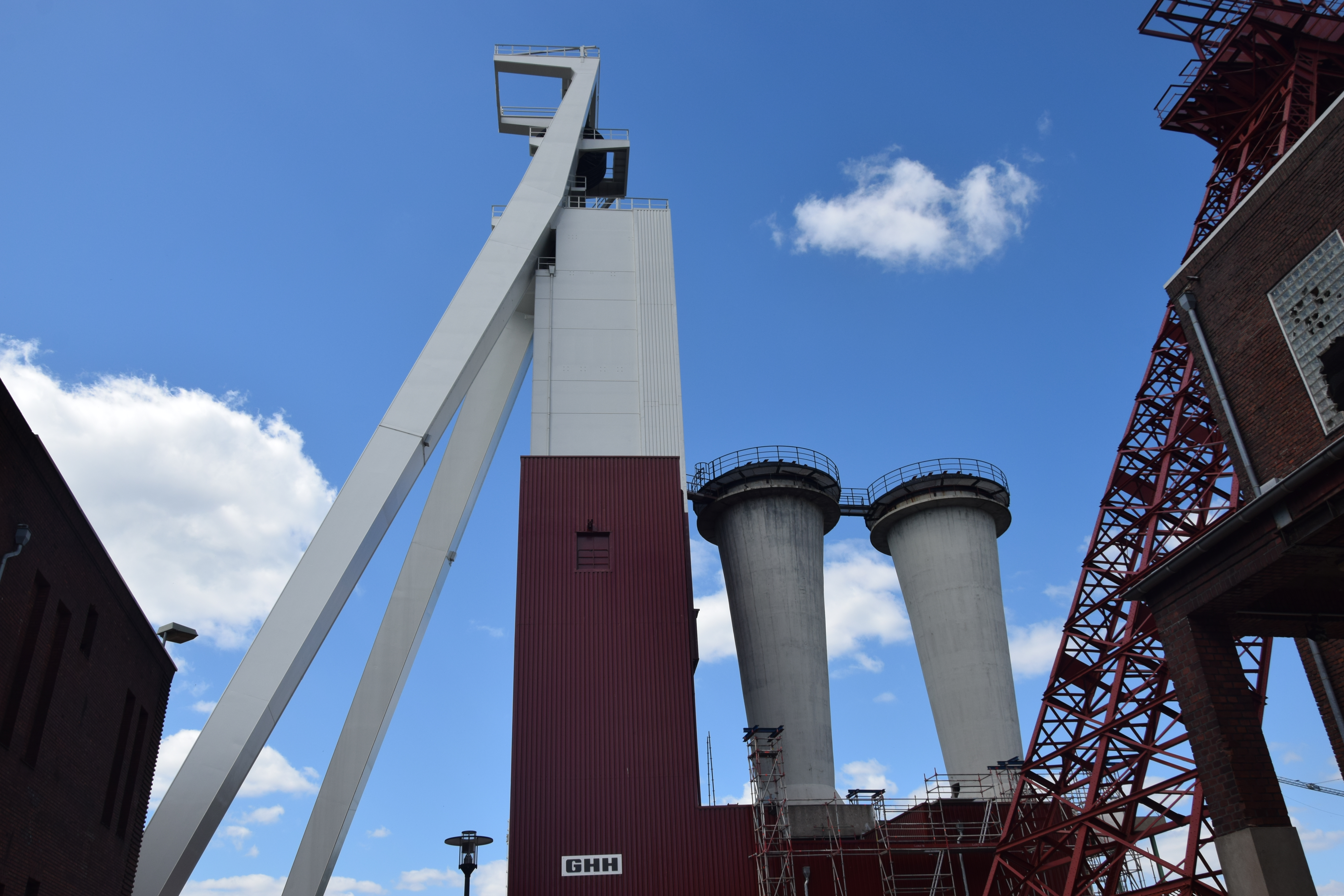
Schacht 4 mit Grubenlüfter (2020)

### Schachtanlage 5/6
Nach der Übernahme des Bergwerks durch die Bergwerksgesellschaft Hibernia wurde 1898 mit dem Abteufen von Schacht 5 begonnen. Der Schachtansatzpunkt lag östlich der heutigen Scherlebecker Straße im Hertener Stadtteil Scherlebeck. Bereits im Folgejahr konnte in einer Teufe von knapp 400 m das Steinkohlengebirge erreicht werden. Für die Wetterführung wurde im gleichen Jahr noch mit dem Abteufen von Schacht 6 begonnen, der schon ein Jahr später in Betrieb genommen werden konnte. Eine regelmäßige Förderung wurde ab 1901 bewerkstelligt. Im Jahr 1926 erhielt die Schachtanlage durch die Fertigstellung der Hafenbahn Anschluss an den Rhein-Herne-Kanal. Doch schon zwei Jahre später wurde der Beschluss gefasst, die Schachtanlage als Förderstandort stillzulegen. Die Umsetzung dieses Beschlusses erfolgte dann am 1. April 1929. Die Kohlen aus dem Baufeld der Schachtanlage 5/6 wurden fortan auf den benachbarten Schachtanlagen 1/2 in Disteln und 3/4 in Langenbochum zu Tage gehoben. Die beiden Schächte blieben jedoch offen für die Seilfahrt und die Wetterführung. Nachfolgend wurden Teile der Übertagegebäude umgebaut und zur Ausbildung des bergbaulichen Nachwuchses genutzt. Die zuletzt ansässige Bergberufsschule stellte 1989 ihren Dienst ein.
Geo-Koordinaten der Schachtansatzpunkte:
- Schacht 5: 51° 37′ 0,2″ N, 7° 8′ 38,6″ O
- Schacht 6: 51° 36′ 58,6″ N, 7° 8′ 39,3″ O

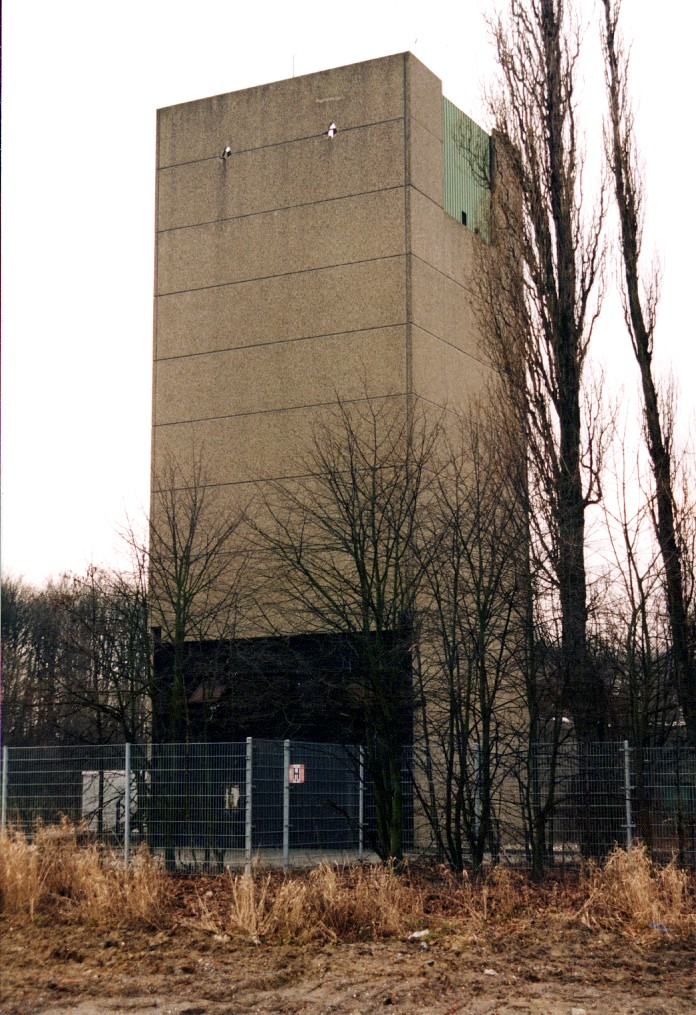
Wetterschacht 5 (1997)
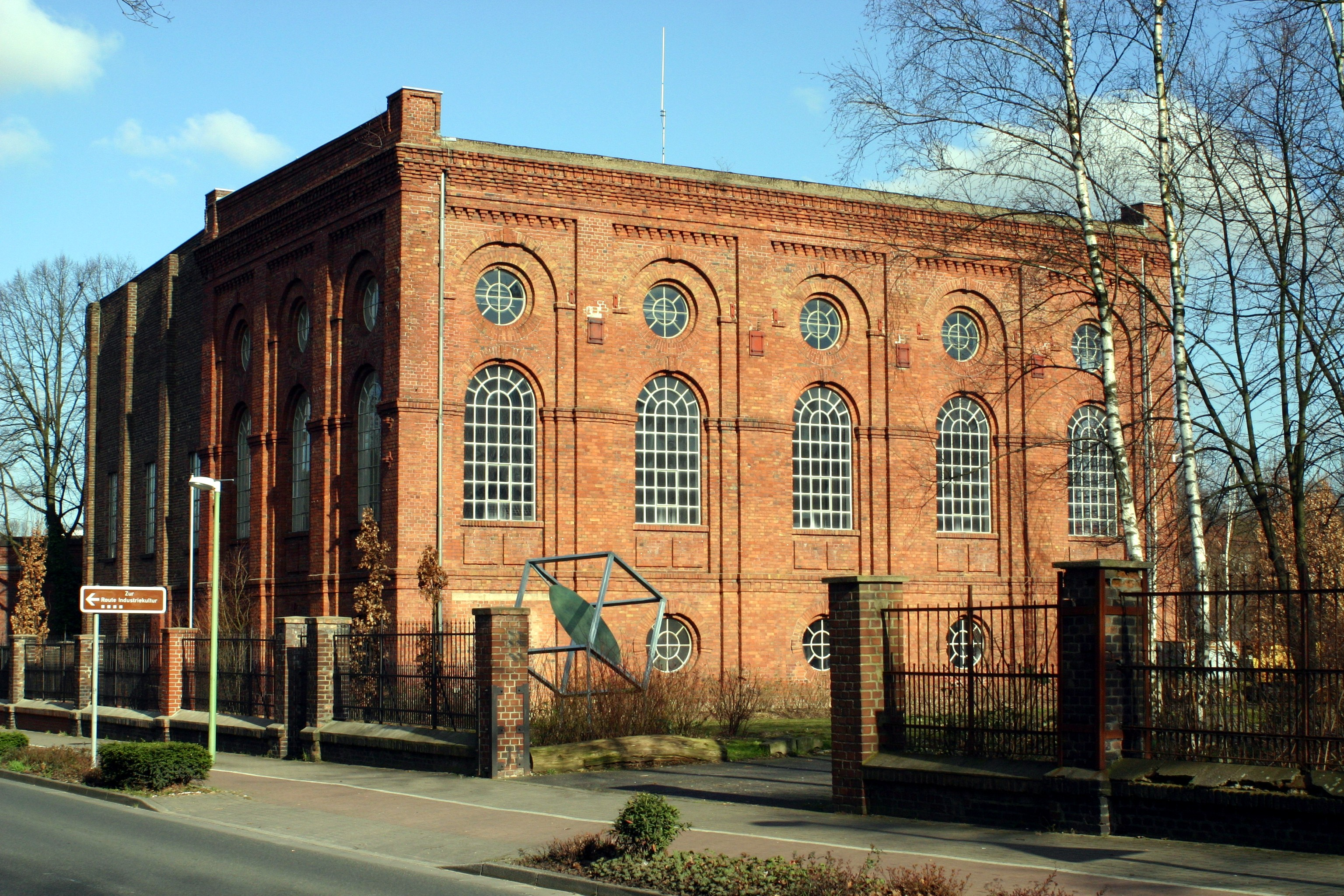
Fördermaschinenhaus von Schacht 5 (2008)
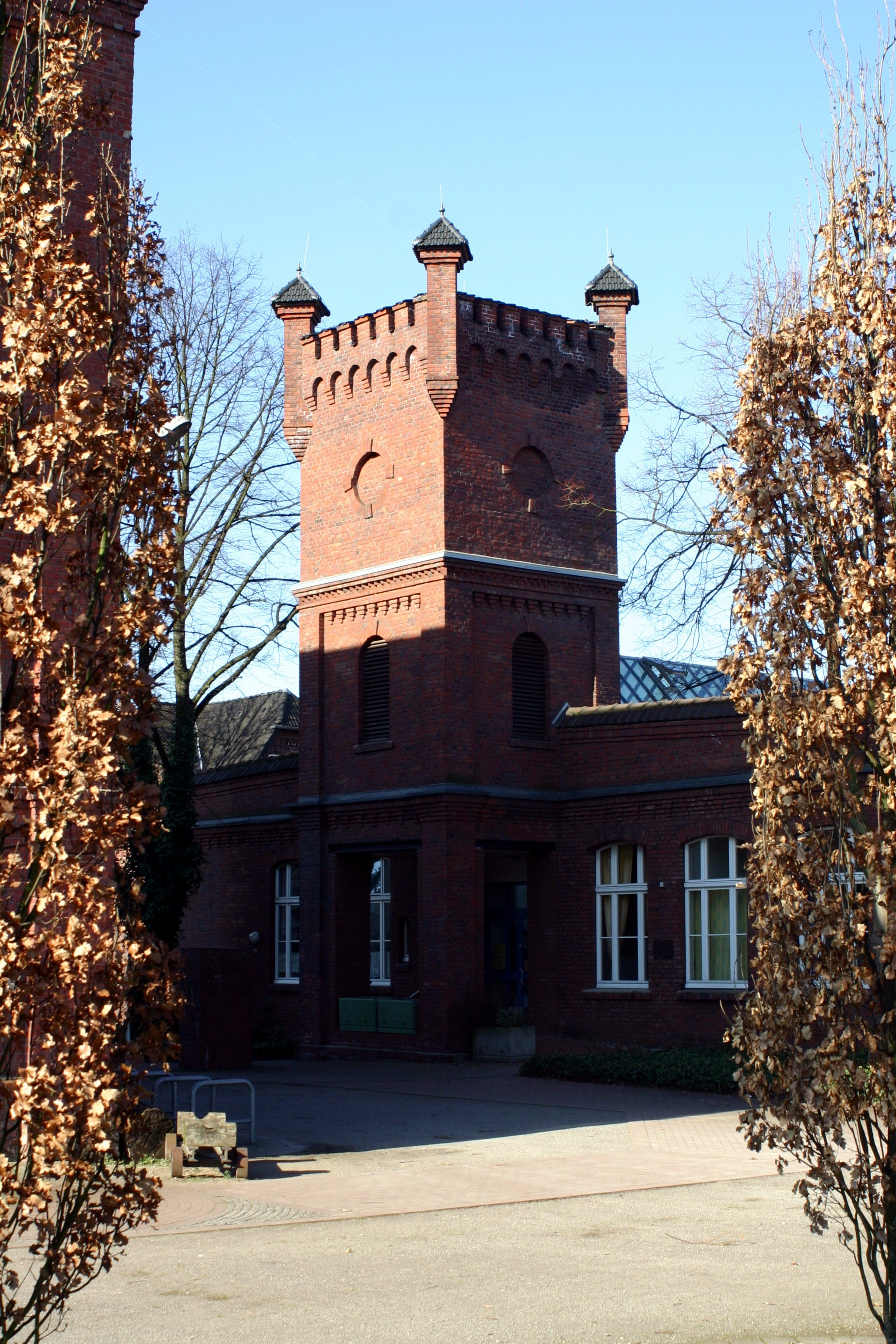
Blick auf die ehemalige Markenkontrolle (2008)
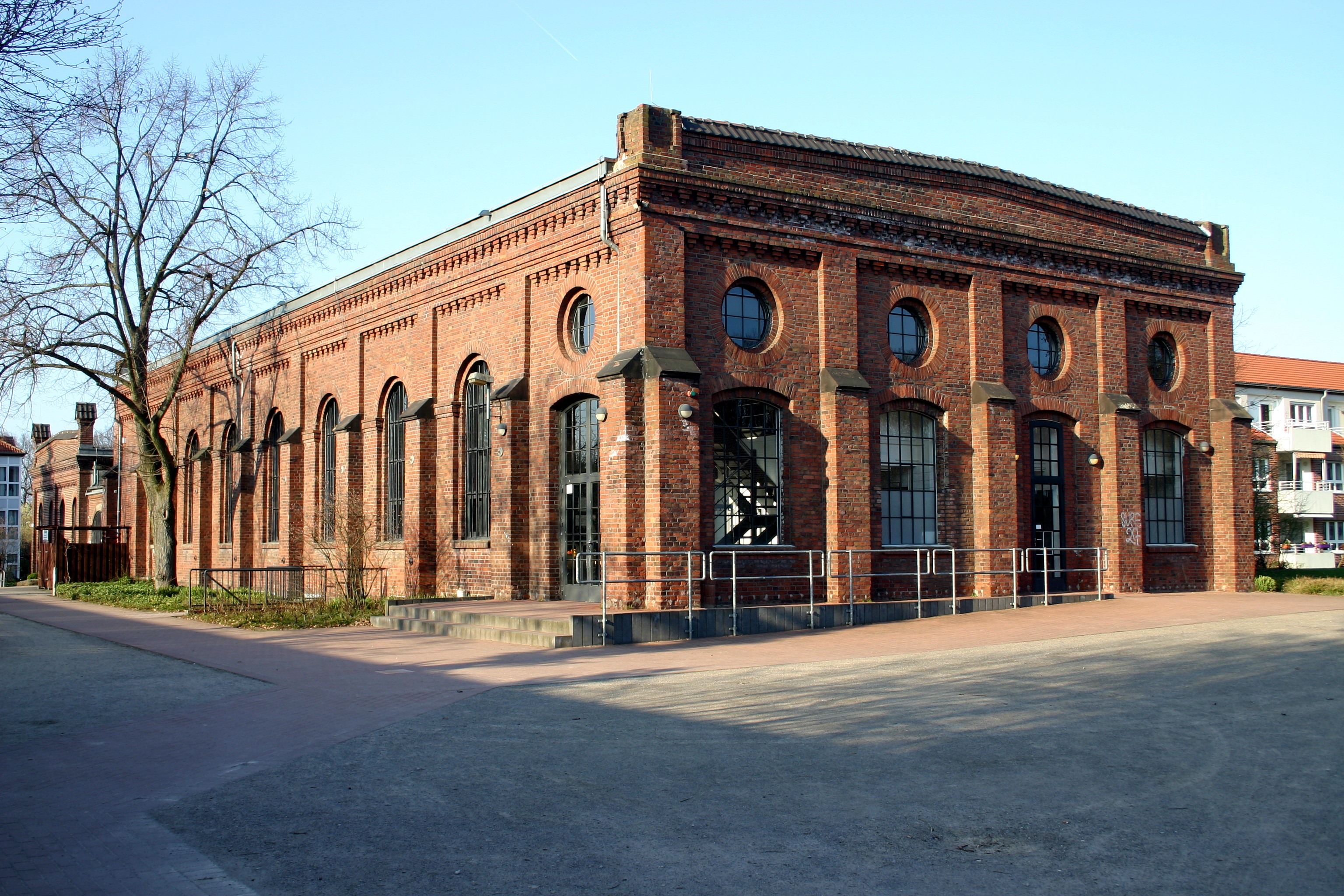
Ehemaliges Werkstattgebäude (2012)
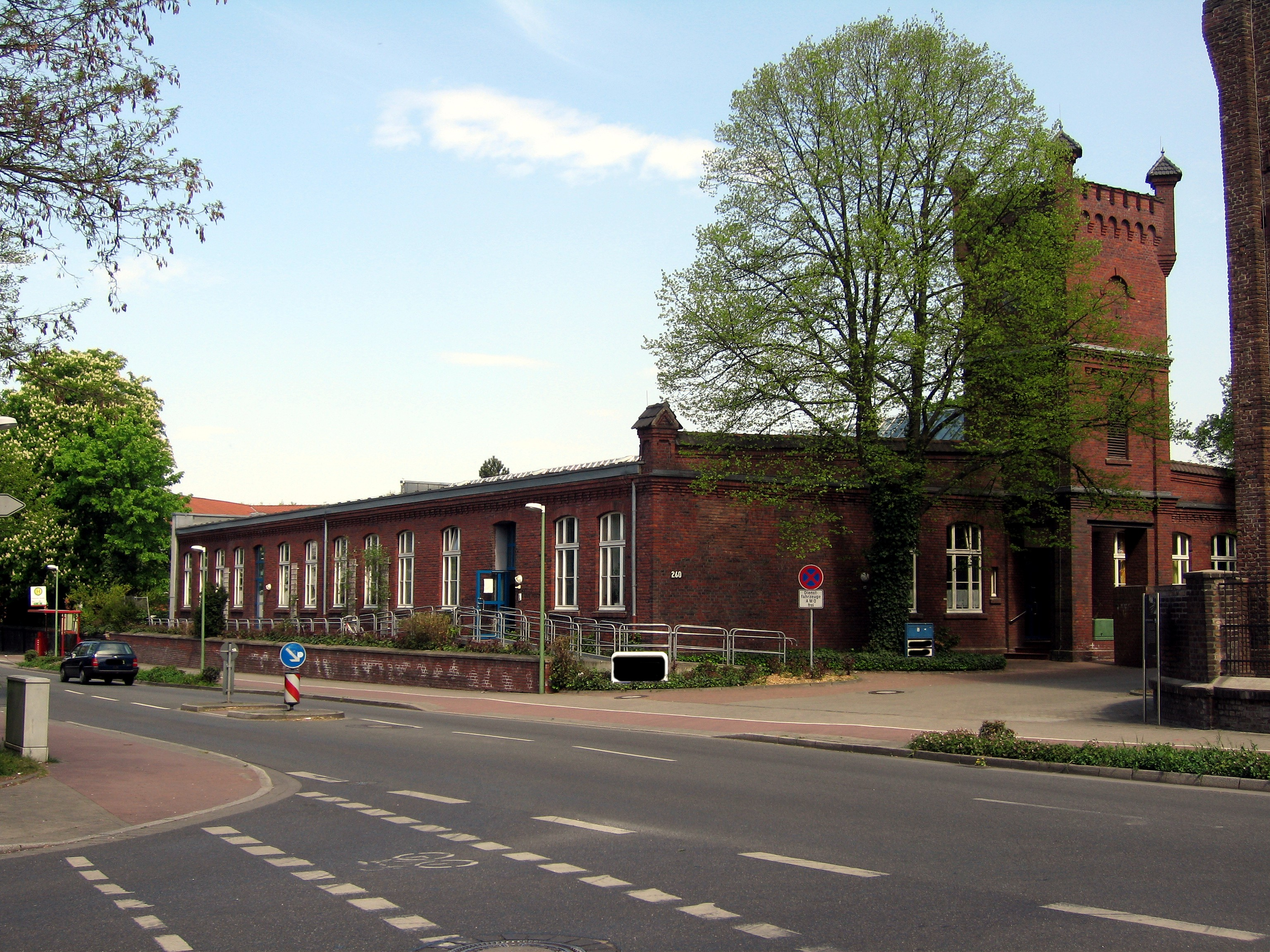
Ehemalige Bergberufsschule (2007)

### Schacht 8
Für die Exploration im Norden der Berechtsame war es notwendig geworden, einen weiteren Schacht für die Bewetterung und für die Personen- und Materiallogistik abzuteufen. So begannen 1957 die Teufarbeiten zu Schacht 8, dessen Ansatzpunkt im Marler Stadtteil Drewer östlich vom Loemühlenweg lag. Bereits zwei Jahre später wurde er in Betrieb genommen, nachdem mit der Schachtanlage 3/4/7 der Durchschlag hergestellt worden war. Bis zur Einstellung des Kohlenabbaus im Nordfeld diente er in erster Linie als Schacht für die Wetterführung und für die Seilfahrt. Die Verfüllung des Schachtes erfolgte 1989.
Geo-Koordinaten des Schachtansatzpunktes:
- Schacht 8: 51° 38′ 17,4″ N, 7° 7′ 20″ O

## Heutiger Zustand und Nutzung der Anlagen

### Schachtanlage 1/2
Das Gelände ist  komplett eingeebnet. Die restlichen Tagesanlagen wurden abgetragen. Das anfallende Schottermaterial wurde auf dem Gelände zerkleinert, zwischengelagert und später abtransportiert. Über dem verfüllten Schacht 2 wurde während der Sicherungsarbeiten eine Protegohaube installiert, welche aber nicht mehr vorhanden ist; von Schacht 1 sind keine Spuren erkennbar. Auf dem Areal haben sich bereits vor einiger Zeit Handelsbetriebe niedergelassen, so auch die Filiale eines großen Lebensmittel-Discounters und die eines großen Baumarkt-Unternehmens.

### Schachtanlage 3/4/7
Der Gebäudebestand der Schachtanlage ist nach der Stilllegung im Großen und Ganzen erhalten geblieben. Das Fördergerüst über Schacht 3 mit dem dazugehörigen Fördermaschinenhaus einschließlich der Dampffördermaschine stehen mittlerweile unter der Obhut der Stiftung Industriedenkmalpflege und Geschichtskultur. Das Ensemble ist fester Bestandteil in der Route der Industriekultur. Die Stiftung übernahm des Weiteren 2015 das Fördergerüst Schacht 4 und den zugehörigen Grubenlüfter Schacht 3/4 in seine Obhut.
Im Rahmen des Projektes SchachtZeichen während der Veranstaltungen zur Kulturhauptstadt Europas RUHR.2010 war Schlägel und Eisen 3/4/7 einer der vielen ausgewählten Örtlichkeiten, an dem ein aufgelassener und von weitem sichtbarer gelber Ballon einen ehemaligen Bergbaustandort markierte.
Im Bereich der ehemaligen Verwaltung befindet sich eine Schule für Lehrberufe aus den Bereichen Altenpflege und Gesundheitsdienstleistung. Im Zuge der Neugestaltung des weiträumigen Zechengeländes liefen seit Anfang Oktober 2012 die Arbeiten für den Abriss weiträumiger Gebäudeteile und der Sanierung der Geländeoberfläche. Betroffen davon ist in erster Linie der östliche Geländeteil im Bereich der Schachthalle von Schacht 7 und dem dazugehörigen Fördergerüst, das am 30. Oktober 2013 gesprengt wurde. Die Sanierungsarbeiten wurden 2017 abgeschlossen und das Areal wurde zu einem Park umkultiviert und die Fördergerüste wurden neu lackiert. Zudem war seit 2019 eine Licht-Installation am Schacht 4. Sie befand sich am Fördergerüst und wurde im August 2022 außer Betrieb genommen.

### Schachtanlage 5/6
An der Scherlebecker Straße ist ein kleines Ensemble von ehemaligen Tagesanlagen erhalten geblieben, das heute (Stand Dezember 2012), wie die Schachtanlage 3/4/7 auch, einen Anlaufpunkt der Route Industriekultur repräsentiert. Neben dem Fördermaschinenhaus von Schacht 5 und der ehemaligen Bergberufsschule mit Markenkontrolle im Eingangsbereich wurde 1987 auch ein Werkstattgebäude, das von der Scherlebecker Straße aus nicht sichtbar ist, unter Denkmalschutz gestellt. Das zuletzt genannte Gebäude wurde 2005 Sitz einer Beschäftigungs- und Qualifizierungsgesellschaft, nachdem bereits in der Zeit von 1993 bis 1996 die ehemalige Berufsschule zu einer Altentagesstätte und einem Kindergarten umgebaut worden war. Das Fördermaschinenhaus ist mittlerweile zu einem vielseitig genutzten Gebäude geworden. Es beherbergt in der eigentlichen Maschinenhalle neben der Tandem-Dampffördermaschine, die vom Förderverein Maschinenhaus Schacht V e. V. in Zusammenarbeit mit dem Land Nordrhein-Westfalen restauriert wurde, auch ein kleines Bergbaumuseum. Im benachbarten sogenannten Stadtteiltreff können Räumlichkeiten für private und geschäftliche Anlässe angemietet werden. Zudem finden dort mehrmals im Jahr Ausstellungen aus den verschiedensten kulturellen Bereichen statt. Im Rahmen des Projektes SchachtZeichen während der Veranstaltungen zur Kulturhauptstadt Europas RUHR.2010 war Schlägel und Eisen 5/6 ein weiterer ausgewählter Standort für einen der gelben Ballone.
Der südliche Teil des ehemaligen Areals ist in erster Linie durch Betriebe aus den Sparten Handel und Gewerbe belegt. Nördlich der denkmalgeschützten Gebäude erstreckt sich ein Bebauungsgebiet, das neben einem Büro- und Geschäftsgebäude seit 1996 auch mit einem Altenzentrum mit angrenzenden Wohnungen für betreutes Wohnen, Altenwohnungen und Wohnungen für Familien mit oder ohne Kinder bebaut ist. Das letzte unbebaute Teilstück des Geländes im Bereich der ehemaligen Schächte konnte 2009 einer neuen Bestimmung zugeführt werden, indem dort nachfolgend eine weitere Filiale des bereits bei der Abhandlung der Schachtanlage 1/2 angesprochenen Lebensmittel-Discounters errichtet wurde. Die Schwarzkaue wird unter diesem Namen als Eventlocation vermietet.

### Schacht 8
Seit dem 1. August 2008 liegen Bearbeitung und Verwaltung des Areals in den Händen der Werkstatt Brassert, einer gemeinnützigen Gesellschaft, die langzeitarbeitslose Männer und Frauen bei der Eingliederung in den Arbeitsmarkt unterstützt. Bis dato (Stand Dezember 2012) werden die Außenanlagen sowie der Gebäudebestand mit Hilfe dieser Menschen saniert und instand gehalten. Der Standort wird zudem seit einiger Zeit für ein breites kulturelles Programm genutzt, für dessen Zusammenstellung sich die Werkstatt Brassert verantwortlich zeigt. So finden auf dem Gelände Ausstellungen, Konzerte und andere Veranstaltungen statt.

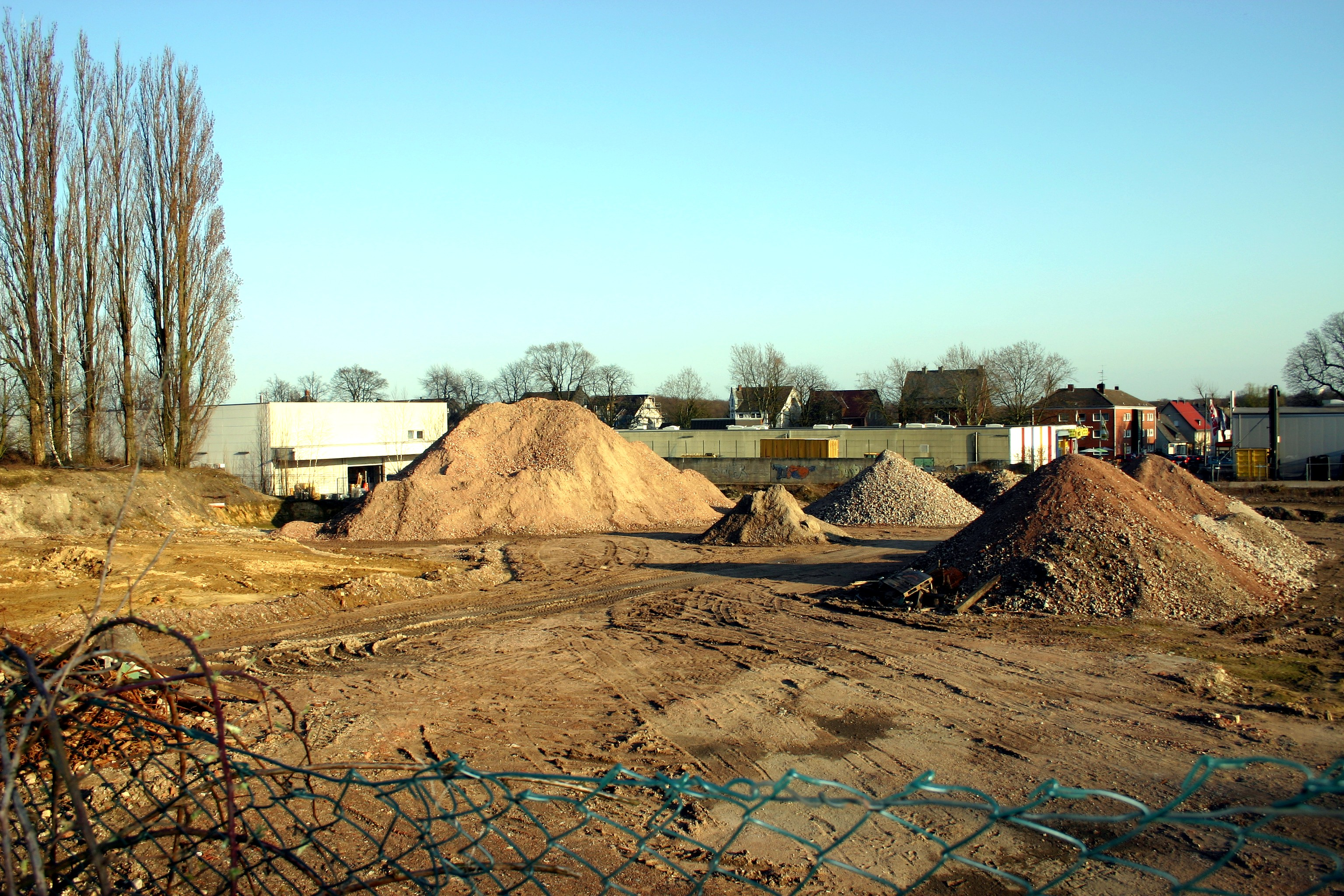
Schachtanlage 1/2 im Jahr 2012 nach Rückbauarbeiten
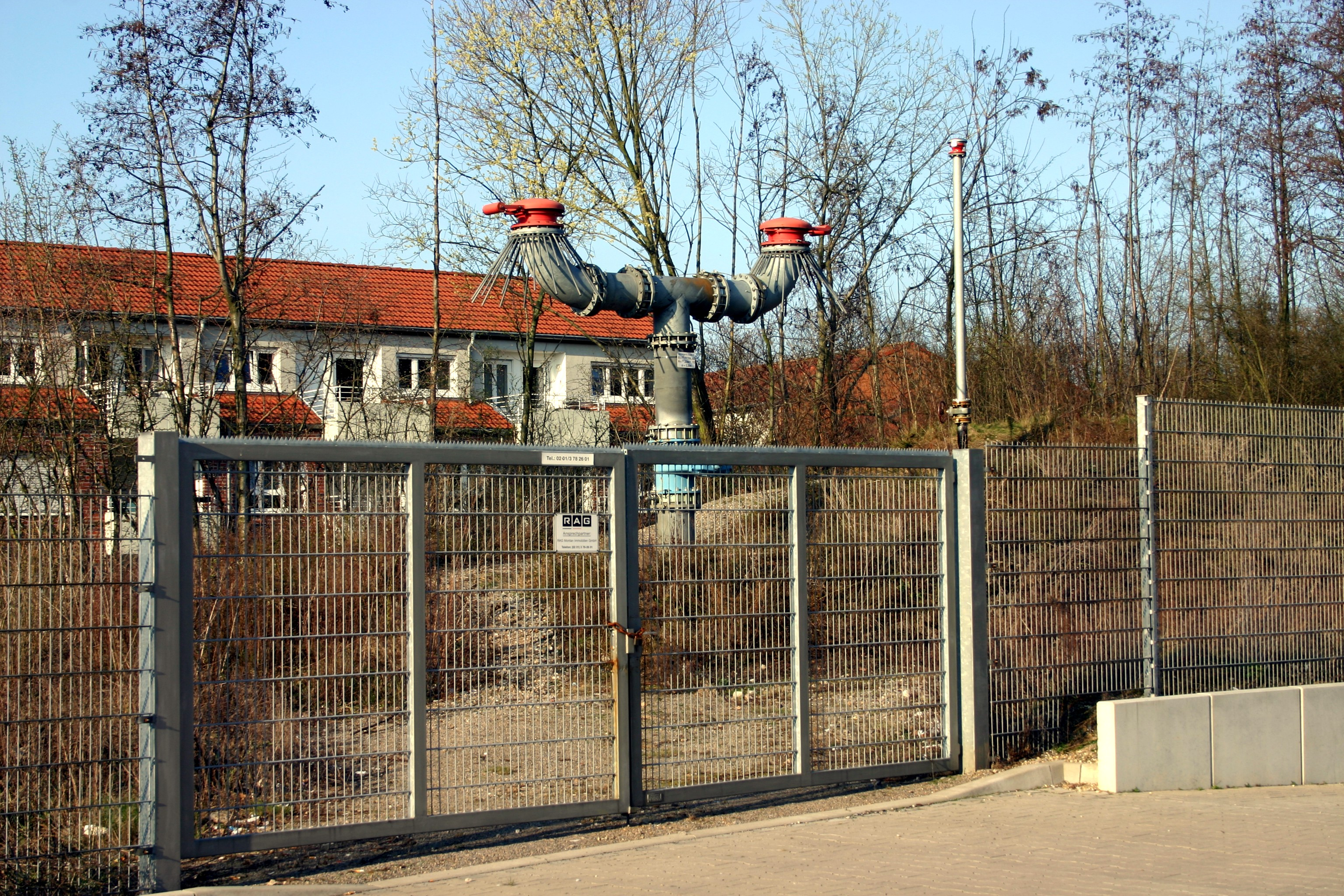
Protegohaube über Schacht 5 (2012)

## Unglücke
Die Zeche Schlägel & Eisen wurde in ihrer 126-jährigen Geschichte von Beginn der Teufarbeiten im Jahr 1874 an bis zur endgültigen Stilllegung im Jahr 2000 als Bestandteil des Verbundbergwerkes Ewald/Hugo mehrfach von größeren Unglücken heimgesucht. Bereits während der Teufarbeiten für den Schacht 1 war der erste Todesfall eines Mitarbeiters zu beklagen, der während der Arbeit in den Schacht stürzte. Stellvertretend für alle Unfälle, die während der Betriebszeit der Zeche passiert sind, sei an dieser Stelle auf zwei Geschehnisse näher eingegangen, die verdeutlichen mögen, dass ein Zechenbetrieb in seiner Gesamtheit, unter Tage wie auch über Tage, ein nicht ungefährlicher Arbeitsplatz war.

### Die Dampfkesselexplosion über Tage auf der Schachtanlage 5/6 vom 17. November 1922
Am Samstag, den 18. November 1922 berichtete die örtliche Presse über ein Unglück, das sich am Tage vorher gegen 9:00 Uhr morgens auf der Schachtanlage 5/6 in Scherlebeck zugetragen hatte. Bei der Explosion eines Dampfkessels über Tage wurden drei Mitarbeiter getötet und, wie das zuständige Landratsamt im selben Zeitungsbericht mitteilte, drei Mitarbeiter schwer verletzt. Zwei weitere Mitarbeiter erlitten leichtere Verletzungen. In direkter Nachbarschaft des Kesselhauses an der Scherlebecker Straße, das selbst erhebliche Beschädigungen aufwies, wurden Wohn- und Geschäftshäuser von umherfliegenden Trümmerteilen und zusätzlich durch die Druckwelle der Explosion beschädigt. Die Dächer einiger benachbarter Häuser wurden nicht unerheblich in Mitleidenschaft gezogen und fast sämtliche Fensterscheiben dieser Gebäude waren geborsten. Auch die Inneneinrichtungen einiger Häuser wurden durch Trümmer beschädigt, die durch die Fenster eingedrungen waren. Einige Fernsprechleitungen wurden unterbrochen und die Stromleitung der gegenüber der Unfallstelle vorbeiführenden Kleinbahn wurde leicht beschädigt.

### Der Grubenbrand auf der Schachtanlage 3/4/7 vom 27. Oktober 1977
Von einem weiteren schweren Unglück wird am 28. Oktober 1977 berichtet. Auf der Schachtanlage 3/4/7 in Langenbochum brach am Donnerstag, dem 27. Oktober 1977 gegen 7.00 morgens in einem Förderberg, der sich ca. 1000 m unter Tage befand, ein Feuer aus, das sich schnell ausdehnen konnte. Ein Bergmann wurde vom Feuer eingeschlossen, während der Rest der ca. 500 Mann starken Belegschaft, die während des Brandausbruches unter Tage beschäftigt war, unbehelligt ausfahren konnte. Ein Rettungstrupp, der aus sechs Angehörigen der zecheneigenen Grubenwehr bestand, wurde bei dem Versuch, den bis dahin als vermisst geltenden Bergarbeiter zu lokalisieren und zu retten, von den Auswirkungen des Grubenbrandes überrascht. Vier der Wehrmänner wurden von einem weiteren Suchtrupp noch am gleichen Tag tot aufgefunden. Nachdem sich die Meldung über den Ausbruch des Brandes schnell verbreitet hatte, versammelten sich etwa 200 Menschen, Mitarbeiter der Zeche sowie Angehörige und Freunde der Vermissten, vor dem Zechentor.
Obwohl schon früh Stickstoff, der mit Tanklastzügen angefahren wurde, zur Reduzierung des Sauerstoffgehaltes am Brandherd in die betroffenen Grubengebäude eingebracht wurde, gelang es zuerst nicht, den Brand vollständig unter Kontrolle zu bringen. Eine Suche nach den drei noch vermissten Personen war deshalb am Anfang der Katastrophe so gut wie unmöglich. Am 29. Oktober wurde der Bergmann, der vom Feuer eingeschlossen worden war, von den Suchtrupps tot geborgen, während die Suche nach den noch zwei vermissten Männern der Grubenwehr fortgesetzt wurde. Der mittlerweile über mehrere Tage lang eingebrachte Stickstoff hatte die Umgebungstemperatur in den betroffenen Grubenbauen so weit heruntergekühlt, dass sich die Grubenwehr weiter an den Brandherd heran arbeiten konnte. Schließlich gelang es ihr am 31. Oktober, die beiden noch vermissten Kollegen zu bergen. Auch sie hatten die Brandkatastrophe nicht überlebt. Somit forderte das Unglück insgesamt sieben Todesopfer, von denen allein sechs der Grubenwehr angehörig waren.
Der Brand wurde durch das Errichten von Mauerdämmen unter Kontrolle gebracht, die den Brandherd von jeglicher Sauerstoffzufuhr abschneiden sollten. Während der Katastrophe ruhte der komplette Untertagebetrieb und die Förderleistung sank kurzzeitig von seinerzeit 7000 Tagestonnen auf 4600 Tagestonnen Kohle.

### Weitere Grubenunglücke
Es ereigneten sich neben den beiden oben beschriebenen Unglücken weitere nennenswerte Ereignisse, die nachfolgend genannt werden:
Am 14. April 1892 kamen bei einer Schlagwetterexplosion drei Bergleute ums Leben. Ebenfalls drei Menschen wurden am 27. Mai 1919 Opfer eines Steinschlages. Ein Grubenbrand am 17. Juni 1940 forderte fünf Todesopfer; und der Absturz eines Förderkorbes am 4. März 1950 kostete drei Bergleute das Leben. Ebenfalls drei Tote waren nach dem Bruch in einem Streb am 11. April 1951 zu beklagen.